# Koiduvälja
Koiduvälja is een plaats in de Estlandse gemeente Saaremaa, provincie Saaremaa. De plaats heeft de status van dorp (Estisch: küla).
Koiduvälja behoorde tot in oktober 2017 tot de gemeente Leisi. In die maand werd Leisi bij de fusiegemeente Saaremaa gevoegd.

## Bevolking
Het dorp had 12 inwoners op 31 december 2011 en 10 inwoners op 31 december 2021.

## Ligging
De rivier Leisi stroomt door het dorp.